# Belarussische Badmintonmeisterschaft 2016
Die Belarussische Badmintonmeisterschaft 2016 fand vom 21. bis zum 23. Januar 2016 in Minsk statt.

## Sieger und Platzierte
| Disziplin    | Gold                                     | Silber                                | Bronze                                 |
| ------------ | ---------------------------------------- | ------------------------------------- | -------------------------------------- |
| Herreneinzel | Dmitry Suprunyuk                         | Yauheni Yakauchuk                     | Yury Savelev                           |
| Herreneinzel | Dmitry Suprunyuk                         | Yauheni Yakauchuk                     | Aleksei Konakh                         |
| Dameneinzel  | Alesia Zaitsava                          | Anastasiya Cherniavskaya              | Maryana Viarbitskaya                   |
| Dameneinzel  | Alesia Zaitsava                          | Anastasiya Cherniavskaya              | Katsiaryna Tarasenka                   |
| Herrendoppel | Vitaly Primak Dzmitry Saidakou           | Aleksei Konakh Dmitri Kyzmitski       | Yuri Sakolin Yauheni Yakauchuk         |
| Herrendoppel | Vitaly Primak Dzmitry Saidakou           | Aleksei Konakh Dmitri Kyzmitski       | Uladzimir Varantsou Vladzislav Kushnir |
| Damendoppel  | Krestina Silich Anastasiya Cherniavskaya | Julia Bitsoukova Maryana Viarbitskaya | Alesia Zaitsava Alena Lukashevich      |
| Damendoppel  | Krestina Silich Anastasiya Cherniavskaya | Julia Bitsoukova Maryana Viarbitskaya | Hanna Bandarenka Anastasia Khomich     |
| Mixed        | Aleksei Konakh Anastasiya Cherniavskaya  | Vladzislav Kushnir Krestina Silich    | Dmitry Suprunyuk Alesia Zaitsava       |
| Mixed        | Aleksei Konakh Anastasiya Cherniavskaya  | Vladzislav Kushnir Krestina Silich    | Dmitri Kyzmitski Maryana Viarbitskaya  |